# Tarchon
Tarchon (altgriechisch Τάρκων Tárkōn, lateinisch und etruskisch Tarchun) war laut antiken Sagen der Begründer mehrerer etruskischer Städte.
Tarchon war der Bruder oder Sohn des Tyrrhenos. Er hatte zwölf Städte gegründet, darunter auch Tarquinii (etruskisch Tarchna) und den Etruskischen Zwölfstädtebund organisiert.
In der Nähe von Tarquinii pflügte er den Tages, einen Enkel des Jupiter, aus der Erde. Dieser lehrte Tarchon Teile der „Etruskischen Lehre“ (Etrusca disciplina), einer Lehre über die religiösen Praktiken.
Der Name Tarchon wird mit dem hethitischen Wettergott Tarḫunna in Verbindung gebracht.